# 保罗·佩洛西遇袭案
2022年10月28日，一名男子袭击了时任美国众议院议长南希·佩洛西82岁的丈夫保罗·佩洛西。袭击者闯入保罗·佩洛西位于旧金山太平洋高地的住所，用铁锤将保罗砸晕，造成保罗颅骨骨折，随后入院接受手术。
旧金山警方将42岁的大卫·德帕普当场逮捕。据报道，他原计划扣押议长佩洛西作为人质并对她进行审问。检察官认为袭击是出于政治动机。德帕普之前曾有过心理健康问题和吸毒史，袭击发生之前，他被灌输各种极右翼阴谋论，包括匿名者Q、披萨门以及唐纳德·特朗普发表的关于2020年选举被操控的言论等。他还在网上发布阴谋论、种族主义、性别歧视和反犹太主义帖子，并推动有关2019冠状病毒病疫苗的虚假信息的传播，其博客內也包含妄想言论。
10月31日，德帕普被指控犯有两项联邦罪行：袭击联邦官员的直系亲属，意图因该官员履行公务而对其进行报复并试图以执行公务为由绑架联邦官员，以及六项州內重罪，包括谋杀未遂、入室盗窃、使用致命武器袭击和虐待老人等。几天之内，包括前总统唐纳德·特朗普在内的知名人士分享了有关此次袭击的谣言和虚假信息，使人们对袭击者的动机产生怀疑，认为这次袭击是一次假旗行动。

## 经过

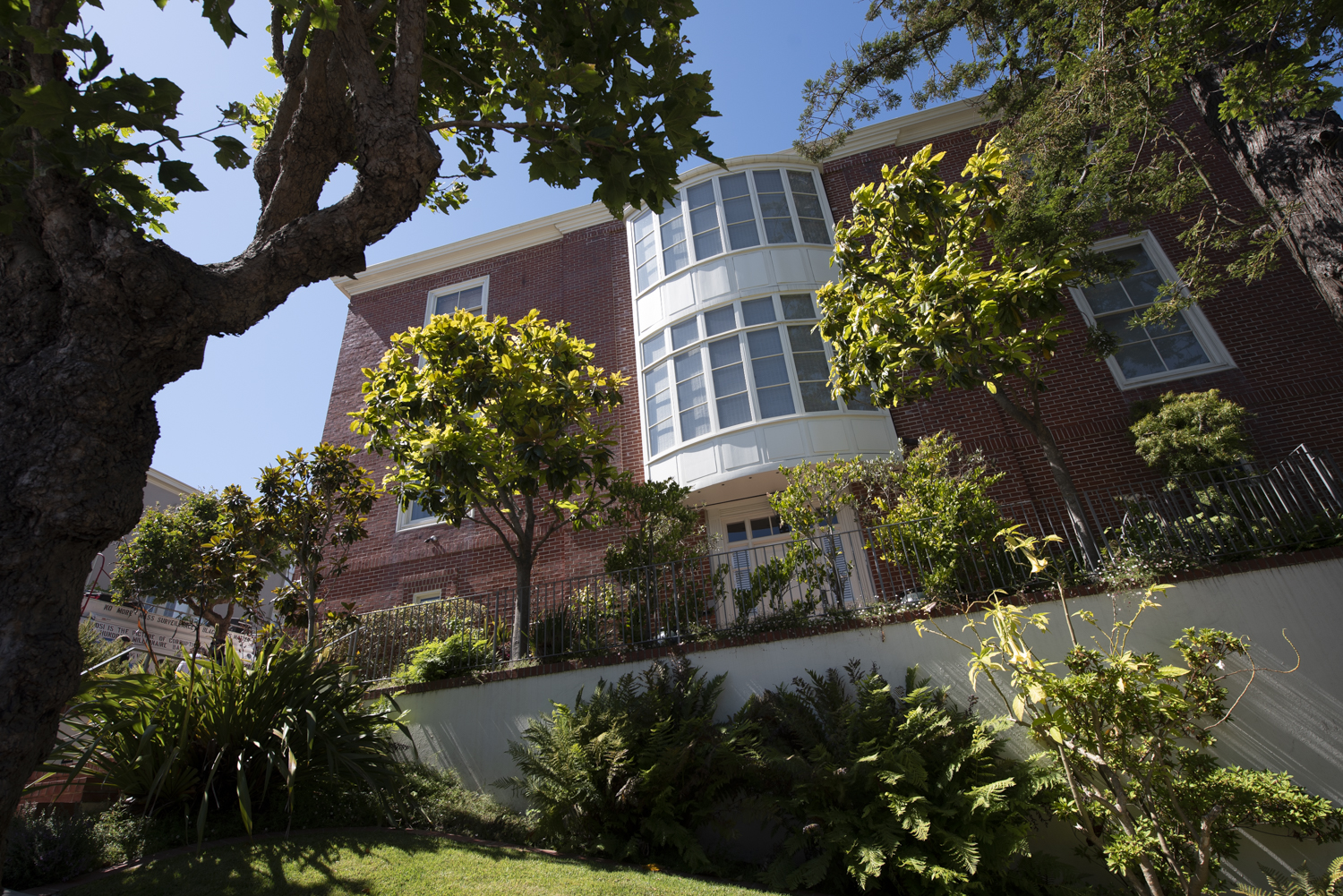
保罗和南希·佩洛西位于旧金山的住所

大卫·德帕普在接受警方采访时表示，他是通过打破房子后面的玻璃门进入佩洛西的住所的，随后，警方公布的随身摄像机镜头显示地面上有碎玻璃，监控录像显示，德帕普通过反复使用铁锤砸碎玻璃闯入房屋后部此时保罗·佩洛西正于三楼卧室熟睡。德帕普将保罗叫醒，并要求与“南希”谈话，保罗告诉他南希不在家，德帕普表示愿意等待。
凌晨2:27，保罗使用手机拨打911，但告诉调度员自己不需要警察、消防人员或医护人员。随后，保罗询问国会警察是否在场，并转述说一位“男士”（德帕普）正在等待他的妻子南希·佩洛西回来。调度员便建议佩洛西“如果改变主意（指需要警察等人员协助），请给我们回电话”。佩洛西继续向调度员详细陈述有关德帕普的动作和要求，调度员进行了一系列询问以摸清情况。通话过程中，德帕普加入对话，告诉了调度员自己的名字（大卫），随后佩洛西表示德帕普要他“立即挂掉电话”，对调度员表示感谢后，通话结束。调度员意识到保罗可能面临危险后，派遣警察前往佩洛西住所提供协助，以保证其生命安全 。
三藩市警察局警员迅速到达佩洛西的住所 并于凌晨2:31敲门，随后由保罗将门打开。警察从屋外观察到德帕普与保罗正在房屋入口处争夺铁锤，最终德帕普抢到手，并使用铁锤猛击保罗的头部。警方公布的录像中拍到了德帕普与保罗争夺铁锤的画面，德帕普一手握住铁锤，另一只手握住佩洛西的手臂，一名警官命令他放手，德帕普拒绝服从，并向佩洛西猛扑过去，将铁锤挥向佩洛西的头部。
警方随后控制住德帕普并将其逮捕。抓住袭击者后，警方在其背包内发现几捆束線帶和布膠帶、一條白色绳索、一个铁锤、以及几双橡胶手套和布手套。调查人员透露，德帕普另有几名潜在目标。
此次袭击造成保罗颅骨骨折，被送至扎克伯格旧金山综合医院接受手术，其双手和右臂也受到严重伤害。保罗于11月3日出院。而德帕普因轻伤也在同一所医院接受治疗 (亦有遭受肩部脱臼)，随后被强制出院并押送三藩市监狱 。
事发时南希·佩洛西身处华盛顿特区，听闻消息后，立即搭乘政府飞机赶回旧金山，在车队护送下前往保罗所在医院。翌日，南希致信其在美国众议院的同事，表示她的家庭因这次袭击而感到心碎和创伤，并感谢执法部门、紧急服务部门和医院工作人员提供帮助
一个多月后，保罗重回公众视野，与南希共同出席肯尼迪中心荣誉奖颁奖典礼，并佩戴了帽子和手套以掩盖伤口。

## 调查
负责对该次袭击进行调查的部门包括美国联邦调查局、三藩市警察局、美国国会警察 (USCP)、联邦检察院和旧金山检察院。
旧金山地方检察官布鲁克·詹金斯表示，根据德帕普在袭击当晚的话语来看，这次袭击应该是出于政治动机。
收到米兰达警告后，德帕普接受了旧金山警察局官员采访，表示他原本的目标是南希·佩洛西。他认为南希·佩洛西是民主党制造谎言的头目，表示自己是在与“暴政”作斗争，并将自己比作美国开国元勋。德帕普告诉警方，他计划绑架并审问南希，如果南希继续“撒谎”，他就会打断她的膝盖，让她“必须依靠轮椅参加国会事务”，以此警告其他国会议员。此外他还表示，自己正在进行一项自杀式任务，且还有一系列其他目标，如加州州长加文·纽森、演员汤姆·汉克斯以及亨特·拜登。
袭击发生后的第二天，调查人员申请搜查令后搜查了德帕普过去两年居住过的位于加利福尼亚州里士满的车库，最终缴获两把锤子、一把短剑和一双由橡胶和布制成的手套。
在袭击发生之前，国会警察并不知晓德帕普，其先前也不在任何联邦监视名单上。国会警察有权查看佩洛西家的外部监控，这些监控是由约1,800个摄像机组成的网络的一部分，安装于八年前。虽然监控有拍到德帕普打破玻璃并进入屋内的画面，但因为然而当时议长南希不在家，国会警察并没有进行实时检视。尽管佩洛西是现时美国立法会收到暴力威胁最多的官员，且因其议长身份，她出行时会配备保镖，但她的住所并没有得到全天候的现场保护。

## 被告

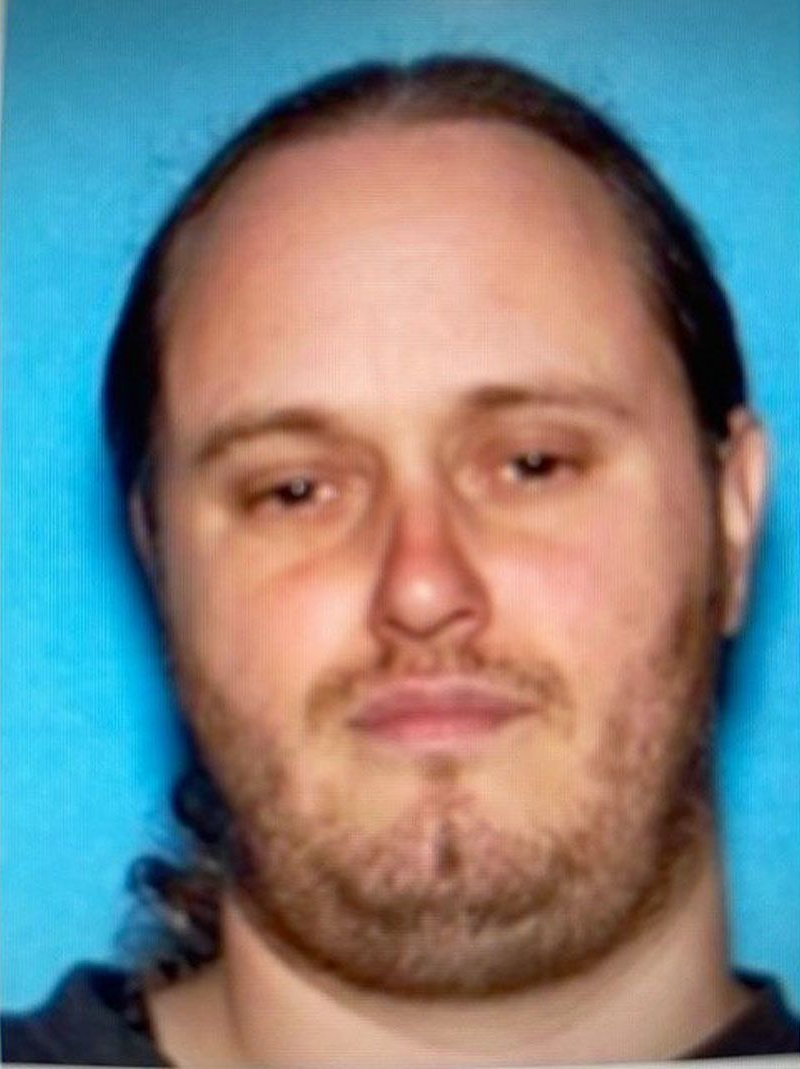
大卫·德帕普的驾驶证照片

袭击者大卫·韦恩·德帕普 (David Wayne DePape) 是一名加拿大公民，被捕时42岁。

### 袭击前的生活
德帕普于鲍威尔长大。袭击发生时，德帕普系非法居留美国，其时限6个月的临时签证（于2008年3月德帕普进入聖伊西德羅入境口岸时签发）已逾期 。
在阿姆斯特朗读完高中后不久，德帕普于2000年非法移民至美国，其后在夏威夷结识吉普西·陶布（Gypsy Taub）并与其一起搬到加利福尼亚州。这段时期内，他与家人的关系开始疏远。后来陶布因参与2013年旧金山裸体主义者运动为大众所熟知，德帕普曾多次与她合作。据2013年的旧金山参事委员斯科特·维纳（后来进入加利福尼亚州参议院）透露，虽然，德帕普本人从未裸体出现在公共场合，但他和陶布所在的裸体主义者小组极其激进，并且一度引起公众恐慌。
陶布称自己于2009年与德帕普分手，此后，据称其精神健康状况因吸毒等原因而恶化。陶布还透露，德帕普在隐姓埋名大约一年后回家，开始认同耶稣并表现出偏执。另据一名德帕普的熟人透露，德帕普是一名自大狂，曾给她发送过大量邮件，将自己比作耶稣。分手后，德帕普仍然与陶布有交集，甚至在陶布2013年的婚礼上担任伴郎，且继续与陶布及其配偶以及他们的三个孩子同居。二人曾于某个时间点复合，但德帕普于2015年搬离，二人再次分手，惟仍有保持联系，直到陶布入狱
袭击发生时，德帕普已在加州里士满居住了三年，住在一家租来的车库里。在被捕前的六年时间里，他曾在一家露台甲板建筑商担任助手。

### 在社交媒体上的活动
德帕普于2007年开设个人博客，最初发表一些有关灵性和伊波加因（一种戒毒药物）等主题的文章。该博客曾一度停止更新，后在袭击发生前几个月，德帕普又发表了谈论阴谋论和另类右派等政治话题的文章。他在社交媒体上和至少两篇博客文章中拥护极右派观点，宣传匿名者Q、披萨门和其他极右阴谋论，以及分享与極右派有关的网络迷因。
2021年，德帕普转发了My Pillow首席执行官迈克·林德尔 (Mike Lindell) 的视频，视频中林德尔宣称2020年美國總統選舉被窃取；2022年，他转发了一条有关2019冠状病毒病疫苗的视频，该视频声称疫苗会致人死亡以及存在数据造假，他还声称乔治·弗洛伊德是死于药物过量。另外德帕普表示自己是受到玩家门的影响才于2014年转向右翼，他还表达了对保守派作家乔丹·彼得森和詹姆斯·林德赛的迷恋。袭击发生前一个月，一则署名德帕普的帖子宣称，任何质疑特朗普在选举中舞弊的记者“都应该被直接拖到街上枪决”。除了以上言论，德帕普还攻击过犹太人、移民、有色人种、女性、LGBTQ人士、社会正义战士、天主教和穆斯林等人群。他宣扬一系列反犹太主义阴谋论，如宣称阿道夫·希特勒无罪、否认纳粹大屠杀以及指责犹太人是2022年俄罗斯入侵乌克兰的幕后主使。他的帖子里也常常包含妄想性内容，如在一则攻击耶稣是“敌基督”的帖子中，他说自己曾与隐形小仙子和神秘生物交流。他最后一个帖子发布于袭击前一天，题为“为什么学院正在变成邪教”。
德帕普的党派归属记录显示，其截至2014年是一名綠黨成员，而根据陶布的说法，在他们交往期间，他的思想更多倾向于极左而非極右。极端主义和恐怖主义专家表示，从左翼边缘到极右翼的思想转变以及类似现象在网上日渐激进的人群中相当普遍，这些人相互排斥，通过反犹太主义、反政府和女性贬抑等“桥梁领域”，思想在某两种不相关或相反的意识形态之间互相切换。

## 州内及联邦指控
10月31日，联邦检察官指控德帕普“企图绑架一名正在履行公务的联邦官员”和“袭击一名联邦官员的直系亲属并使用危险武器造成严重伤害”，11月9日，联邦大陪审团以同样罪名对其起诉。11月3日，美国移民及海关执法局对德帕普提出非法移民指控，打算在德帕普出狱后对其进行拘留，并有可能将其驱逐出境。
10月31日，旧金山地方检察院对德帕普提出六项州內指控：谋杀未遂、入室盗窃、虐待老人、使用致命武器袭击、非法监禁老人以及威胁公职人员家属，如果以上罪名全部成立，德帕普将面临13年以上监禁（包括终身监禁）。11月4日，德帕普被拒绝保释。12月14日，初步听证会举行。
德帕普否认所有指控均并表示自己无罪。
2023年1月26日，旧金山高等法院的初步法庭听证会公开播放了此次袭击的视频和音频记录，法院命令地区检察院公布这些材料，并批准了新闻机构联盟提出的寻求公布材料的动议。
德帕普的联邦审判日期定于2023年10月23日。

## 反应
美国总统乔·拜登对佩洛西一家表示支持，并表示政治暴力、政治仇恨和政治人物受到的尖刻评论过于普遍。拜登这次袭击与之前的国会大厦袭击相比较，表示共和党人“选举遭窃”和“新冠病毒是一场骗局”的说法可能会“影响到那些可能不太平衡的人”。副总统賀錦麗指责是当前的政治气候引发了这次袭击。加利福尼亚州州长加文·纽森表示，针对保罗的“令人发指的袭击”是“分裂和仇恨言论所造成的危险后果的又一个例子，这些言论正在将人们的生命置于危险之中以及破坏我们的民主。旧金山市长伦敦·布里德称这次袭击是“可怕和令人震惊的事件”，她向佩洛西一家表示支持，并对首先到达现场的应急人员表示感谢。这次袭击以及对暴力和威胁的更广泛担忧促使国会议员呼吁完善安保制度。
参议院多数党领袖查克·舒默、
参议院少数党领袖米奇·麥康諾、众议院少数党党鞭史蒂夫·斯卡利斯(其本人亦曾在2017年國會棒球場槍擊案中身受重傷）、众议院少数党领袖凯文·麦卡锡和參議院少數黨黨鞭約翰·圖恩都对该事件表达了谴责。即将离任的众议员利兹·切尼表示有关保罗·佩洛西遭到残酷袭击的报道令人震惊和深感不安。参议员伯尼·桑德斯和泰德·克鲁兹等人也对袭击表示谴责，但克鲁兹后来也在推特上转发了有关此次袭击的阴谋论，称“没有人能确切地知道”佩洛西官邸到底发生了什么，并抱怨这次袭击被用来批评共和党人。
共和党官员对该次袭击反响不一，也因此招致民主党的批评 。共和党内有许多官员都谴责这次事件，也有人围绕此事散播阴谋论。一些谴责此次袭击的共和党人发表声明对“双方”的暴力言论和相互间的政治暴力提出批评。很少有共和党人对在保罗遇袭前散布阴谋论或宣扬有关袭击本身的阴谋论的同事作出反对。共和党全国委员会主席罗娜·麦克丹尼尔和共和党全国国会委员会主席汤姆·埃默等共和党高曾官员否认党内人士的煽动性言论以及对南希·佩洛西的诽谤助长了暴力气氛的说法。袭击发生前一周，埃默发布了一段视频，视频中埃默扣动了一把枪的扳机，标签为#FirePelosi（向佩洛西开火）。袭击发生后，有记者就是否应该使用枪支的问题向埃默提问，埃默没有回答。一些共和党人士则取笑这次袭击，如弗吉尼亚州州长格伦·杨金曾说“任何地方都不会给暴力行为留余地，但如果南希·佩洛西当时在加州，我们会把她送回她丈夫身边”，这一言论引发争议，随后，杨金给佩洛西议长办公室寄了一封手写的道歉信，由佩洛西接收。
议长佩洛西后来评论，共和党在2022年中期选举中的表现，被普遍认为并未令共和党人满意，部分原因共和党人士针对这次袭击的不当言论激怒了选民。

### 虚假信息与谣言
多个著名右翼人物围绕此次袭击传播错误信息和谣言。袭击发生后几天内，该类信息就已在共和党内大部分成员之间开始传播纽约时报有评论认为，这些信息“似乎是为了把人们的注意力从德帕普的观点上移开” 。右翼人士罗杰·斯通、迪内希·迪索萨和斯蒂芬·班农等都参加了错误信息的传播，都表示这次袭击可能是一次假旗行动。而另有一些谣言是则是基于对同性恋的恐惧。
一篇发布于右翼假新闻网站的文章称这次袭击是保罗·佩洛西喝醉酒后与一名男妓打架的结果，该文后来被埃隆·马斯克在Twitter上进行分享，数小时后，马斯克将推文删除，此时推文已获得24,000次转发以及86,000次点赞。
共和党籍议员克莱·希金斯（路易斯安那州）、共和党籍女议员玛乔丽·泰勒·格林（佐治亚州）和克勞迪亞·特尼（纽约州）以及小唐纳德·特朗普和大卫·克拉克都散布了有关此次袭击的其他虚假说法，例如宣称保罗认识袭击者或称保罗曾参与男性卖淫在一档谈论各种阴谋论的保守派谈话电台节目中，主持人查理·柯克询问听众是否有“了不起的爱国者”决定“从监狱中救出德帕普”，然后问他一些问题，从而“成为一名中期英雄”。 袭击发生几天后，前总统唐纳德·特朗普也传播了一些阴谋论，表示这可能是精心策划的。一些右翼专家认为此次袭击是一次随机犯罪，并将其归咎于民主党。一些媒体早前针对此事发布了一些错误报道，尽管后来进行了更正，但这些报道后来被一些人利用，并在网上和右翼圈子里广泛传播，仍然变相助长了阴谋论。小特朗普曾对一条取笑保罗的推文作出回复，称保罗的万圣节“服装”只有一把锤子和一条白色内裤（袭击发生时，德帕普和保罗下身都只穿了内裤）。
华盛顿邮报专栏作家菲利普·邦普 (Philip Bump) 写道，有关该事件的错误咨询要么关注“民主党人做错了什么，而不是谈论右翼言论有问题的地方”，要么将“民主党领导人不是暴力事件的实际目标，而是真正的做出不法行为的人。”他还写道，这些虚假信息在社交媒体上的右翼用户中很受欢迎，网上有“极端阴谋论的受众”和“审查和推广虚假信息的机制”；且“几乎并无自我纠正的兴趣。